# Серски конгрес на ВМОРО (1905)
Първият редовен конгрес на Серския революционен окръг на Вътрешната македоно-одринска революционна организация се състои от 29 юли до 6 август 1905 година в Пирин, местността Белемето (Езерник), тогава в Османската империя.

## Делегати
В Резолюцията приета на конгреса („Резолюция на Извънредния окръжен конгрес на Серския революционен окръг“) на 1 юли броят на делегатите е посочен като 23. Според Иван Харизанов на конгреса присъстват 34 делегати, а според Лазар Томов делегатите са около 25 - 30, но присъстват и много четници и легални дейци на организацията, а някои от войводите идват с четите си. Според Томов делегати са:
| - Серски - Лазар Томов - Владимир Благоев - Яне Богатинов - Таската Врански (не идва) | - Демирхисарски - Стойо Хаджиев - Г. П. Иванов - неизвестен - неизвестен | - Неврокопски - Васил Хаджипетров - Димитър Арнаудов - Илия Балтов - Петър Милев                | - Мелнишки - Яне Сандански - Тодор Попантов - Георги Поцков - Георги Казепов |
| - Разложки - Георги Скрижовски - Лазар Колчагов - Милош Колчагов                      | - Горноджумайски - Йосиф - Ичко Бойчев - Павлов (учител)                 | - Други - Михаил Даев - Александър Буйнов - Чудомир Кантарджиев - Васил Огнянов - Андон Кьосето |                                                                              |

Конгресът е открит от председателя на Серския окръжен комитет и учител в Сяр Лазар Томов. Избрано е бюро в състав Тодор Попантов - председател, и Илия Балтов – секретар. Дневният ред на конгреса е:
- 1. Доклад на делегатитe, легални и нелегални, по положението на организациитe и въобще на населението.
- 2. Мeрки за засилване на организацията:
  - а) избор на ръководите;
  - б) избор на войводи;
  - в) избор на учители учители;
  - г) стопанска дейност.
- 3. Избор на делегати за общия конгрес и избор на окръжния комитет.

По първа точка докладват всички делегати, които излагат положението на организацията в окръга, като се констатира, че във всички околии духът е бодър и „организационните членове стоят здраво на поста си“. По втора точка конгресът препоръчва изборното начало при формиране на ръководните органи: „да се избиратъ предани, честни и прилежни ръководители чрезъ избори“. Конгресът обсъжда състоянието на българското просветно-културно дело в окръга и мерки за борба със сръбската и гръцката пропаганда. Прави избор на учители, които да се препоръчат на Българската екзархия за назначение в съответните населени места. Приета е декларация, с която се иска въвеждане на изборния централизъм в цялата организация.
Конгресът прави следните избори:
| - Членове на Окръжния комитет - Яне Сандански - Илия Балтов - Владимир Благоев - Тодор Попантов - Георги Скрижовски - Атанас Саев - Лазар Томов | - Войводи - Яне Сандански – Мелнишка околия - Георги Скрижовски – Разложка околия - Петър Милев – Неврокопска околия - Илия Кърчовалията – Демирхисарска околия - Ичко Бойчев – Горноджумайска околия - Таската Серски – Сярска околия - Михаил Даев – Драмска околия | - Делегати за Рилския конгрес - Лазар Томов - Яне Сандански - Тодор Попантов - Илия Балтов |